# Campo de Trigo com Corvos
Campo de Trigo com Corvos é uma obra do pintor holandês Vincent van Gogh concluída em julho de 1890, nas últimas semanas de vida de van Gogh.
A obra está atualmente exposta no Museu Van Gogh, em Amesterdão, na Holanda.

## O quadro
Há uma crença de que o Campo de Trigos com Corvos seja o último quadro do pintor. Por causa do conteúdo da obra, "o céu ameaçador, os corvos e o caminho de um beco sem saída", alguns acreditam que eles "se referem ao fim de sua vida se aproximando. Mas isso é apenas um mito persistente. Na vanguarde, ele fez várias outras obras depois desta". É possível que Raízes da Árvore ou Daubigny's Garden tenham sido suas últimas obras.
Van Gogh escreveu sobre a obra em uma carta para o seu irmão Theo e sua cunhada Johanna:
Então - uma vez de volta ao trabalho - o pincel, no entanto, quase caindo de minhas mãos e - sabendo claramente o que eu queria, pintara mais três telas grandes desde então. Eles são imensos trechos de campos de trigo sob céus turbulentos, e fiz com o objetivo de tentar expressar tristeza e solidão extrema. Vocês verão isso em breve, espero - pois espero trazê-los em Paris o mais rápido possível , já que quase acredito que essas telas vão te dizer o que não posso dizer em palavras, o que considero saudável e fortificante sobre o campo

## Auvers-sur-Oise
A obra é uma paisagem de um vilarejo perto de Paris, chamado Auvers-sur-Oise. Van Gogh viveu no local em seus três últimos meses de vida após ficar internado por um ano em uma instituição em Saint-Rémy. O pintor se mudou para o vilarejo para ficar mais perto de seu médico, o doutor Paul Gachet. O médico era homeopata e havia sido recomendado por Camille Pissarro.

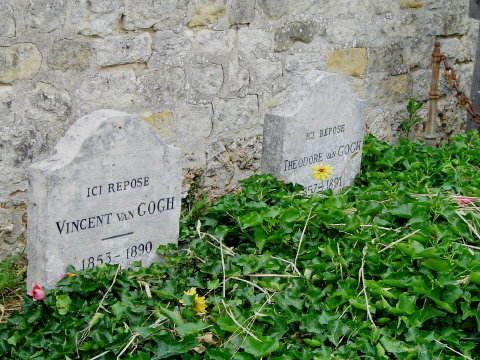
Túmulo de Vincent e Théo van Gogh em Auvers-sur-Oise

Em Auver-sur-Oise, o pintor concebeu 77 obras, algumas de suas mais importantes, como A Igreja de Auvers  e Retrato de Dr. Gachet. Há também obras inacabadas, como Fazenda Perto de Auvers!
Em 27 de julho de 1890, Van Gogh disparou um revólver contra o seu peito, falecendo dois dias depois. Ele e seu irmão estão enterrados no cemitério municipal de Auvers-sur-Oise. 